# Protéa
Pour le genre végétal, voir Protea. Pour la mascotte olympique, voir Proteas.
Pour plus de détails, voir Fiche technique et Distribution.
Protéa est un film d'espionnage muet français en 4 parties de Victorin Jasset, sorti en 1913.
Tourné aux Studios Éclair, ce moyen métrage met en scène l'héroïne du même nom (Josette Andriot), une détective adepte des déguisements (d'où son nom rappelant le dieu grec Protée) et pratiquant le jiu-jitsu. 
Cette femme d'action en collants noirs précède de 2 ans celle des Vampires de Louis Feuillade, dont le premier épisode ne sort qu'en 1915.
Sorti après la mort de Victorin Jasset, le film a rencontré un grand succès et donné lieu à quatre autres épisodes aux Studios Éclair :
- 1914 : Protéa II : Protéa et l'auto infernale, film en 3 parties (1.315 m) de Joseph Faivre
- 1915 : Protéa III : La Course à la mort, film en 3 épisodes de Joseph Faivre
- 1917 : Protéa IV : Les Mystères du château de Malmort, film en 6 épisodes (3.600 m) de Gérard Bourgeois
- 1919 : Protéa V : L'Intervention de Protéa, film en 4 parties (1.350 m) de Jean-Joseph Renaud.

## Synopsis
Le préfet de police de Messénie reçoit ordre d'obtenir par tous les moyens un exemplaire d'un traité secret signé entre la Celtie et la Savonie. Il confie la mission à Protéa, espionne de génie, et à son assistant l'Anguille qui est libéré de prison pour l'occasion.
Tous deux se rendent en Celtie. Repérés dans le train par le comte de Varallo, ils se débarrassent habilement de lui en le faisant arrêter par la police. En Celtie, ils multiplient les ruses et les déguisements pour s'introduire au ministère des affaires étrangères où ils finissent par subtiliser le document. 
La fuite n'est pas de tout repos : pour échapper à leurs poursuivants, Protéa doit un temps devenir dompteuse de fauves dans une ménagerie où l'Anguille est déguisé en singe. Tous deux se transforment finalement en officiers celtes pour franchir un barrage de l'armée et rentrer en Messénie. C'est sous cet aspect qu'ils sont conduits au préfet de police, qui les reconnaît et les félicite pour la réussite de leur mission.

## Fiche technique
- Titre : Protéa
- Réalisation : Victorin Jasset
- Photographie : Lucien Andriot
- Société de production : Société Française des Films Éclair
- Format : Noir et blanc — 35 mm — 1,33:1 — film muet
- Métrage : 1 475 m
- Genre : Film d'espionnage
- Durée : 50 minutes (durée conservée dans une copie incomplète, reconstituée par la Cinémathèque française[1])
- Date de sortie : 
  -  France : 9 septembre 1913

## Distribution
- Josette Andriot : Protéa
- Lucien Bataille : l'Anguille
- Charles Krauss : le baron de Nyborg
- Henri Gouget : M. de Robertsau
- Renée Sylvaire : Louise Varon
- Jacques Feyder : un diplomate
- Émile Chautard : le ministre de Celtie
- Auguste Mévisto : l'aubergiste
- Gilbert Dalleu : un policier
- Camille Bardou : un policier

## Restauration
Alors que le film a été invisible jusqu'aux années 1990, la Cinémathèque française a reconstruit en 1998 une version de Protéa à partir d'un intermédiaire issu du négatif original nitrate incomplet, d'une copie néerlandaise fragmentaire et d'un intermédiaire 16 mm argentin. La copie a été restaurée numériquement en 2013. La typographie des cartons a été élaborée par Francis Lacassin. Cette version, dans laquelle plusieurs passages manquants sont remplacés par des descriptions textuelles, a une durée de 50 minutes.